# 1988-as NHL Supplemental Draft
Az 1988-as NHL Supplemental Draft a harmadik supplemental draft volt a National Hockey League történetében.
| #   | Játékos         | Poszt       | Nemzetiség                | NHL-csapat            | Egyetem (Liga)                         |
| --- | --------------- | ----------- | ------------------------- | --------------------- | -------------------------------------- |
| 1.  | Mike McHugh     | Bal szélső  | Amerikai Egyesült Államok | Minnesota North Stars | Maine-i Egyetem (Hockey East)          |
| 2.  | Andy Gribble    | Center      | Kanada                    | Vancouver Canucks     | Bowling Green Állami Egyetem (CCHA)    |
| 3.  | Phil Berger     | Jobb szélső | Amerikai Egyesült Államok | Québec Nordiques      | Észak-Michigani Egyetem (CCHA)         |
| 4.  | Paul Polillo    | Center      | Kanada                    | Pittsburgh Penguins   | Nyugat-Michigani Egyetem (CCHA)        |
| 5.  | Mike Hurlbut    | Védő        | Amerikai Egyesült Államok | New York Rangers      | Saint Lawrence Egyetem (ECAC)          |
| 6.  | Dave Schofield  | Védő        | Amerikai Egyesült Államok | Minnesota North Stars | Merrimack College (Hockey East)        |
| 7.  | Steve McKichan  | Kapus       | Kanada                    | Vancouver Canucks     | Miami Egyetem (CCHA)                   |
| 8.  | Jamie Baker     | Center      | Kanada                    | Québec Nordiques      | Saint Lawrence Egyetem (ECAC)          |
| 9.  | Shawn Lillie    | Center      | Kanada                    | Pittsburgh Penguins   | Colgate Egyetem (ECAC)                 |
| 10. | Ron Lecinskas   | Védő        | Amerikai Egyesült Államok | New York Rangers      | Salemi Állami Főiskola (NCAA)          |
| 11. | Dean Anderson   | Kapus       | Kanada                    | Toronto Maple Leafs   | Wisconsin–Madison Egyetem (WCHA)       |
| 12. | Sean Fitzgerald | Bal szélső  | Amerikai Egyesült Államok | Los Angeles Kings     | SUNY Oswego (SUNYAC)                   |
| 13. | Todd Wolf       | Védő        | Amerikai Egyesült Államok | Chicago Blackhawks    | Colgate Egyetem (ECAC)                 |
| 14. | Mike McNeill    | Bal szélső  | Amerikai Egyesült Államok | St. Louis Blues       | Notre Dame Egyetem (CCHA)              |
| 15. | Mike O'Neill    | Kapus       | Kanada                    | Winnipeg Jets         | Yale Egyetem (ECAC)                    |
| 16. | Todd Krygier    | Bal szélső  | Amerikai Egyesült Államok | Hartford Whalers      | Connecticuti Egyetem (Atlantic Hockey) |
| 17. | Tim Budy        | Szélső      | Kanada                    | New Jersey Devils     | Colorado College (WCHA)                |
| 18. | Clark Davies    | Védő        | Amerikai Egyesült Államok | Buffalo Sabres        | Ferris Állami Egyetem (CCHA)           |
| 19. | Paul Connell    | Kapus       | Amerikai Egyesült Államok | Philadelphia Flyers   | Bowling Green Állami Egyetem (CCHA)    |
| 20. | Harry Mews      | Center      | Kanada                    | Washington Capitals   | Északkeleti Egyetem (Hockey East)      |
| 21. | Doug Melnyk     | Védő        | Kanada                    | New York Islanders    | Nyugat-Michigani Egyetem (CCHA)        |
| 22. | Gary Shuchuk    | Center      | Kanada                    | Detroit Red Wings     | Wisconsin-Madisoni Egyetem (WCHA)      |
| 23. | Chris Harvey    | Kapus       | Amerikai Egyesült Államok | Boston Bruins         | Brown Egyetem (ECAC)                   |
| 24. | Brian Dowd      | Védő        | Kanada                    | Edmonton Oilers       | Északkeleti Egyetem (Hockey East)      |
| 25. | Peter Fish      | Kapus       | Amerikai Egyesült Államok | Montréal Canadiens    | Bostoni Egyetem (Hockey East)          |
| 26. | Jerry Tarrant   | Védő        | Amerikai Egyesült Államok | Calgary Flames        | Vermonti Egyetem (Hockey East)         |